# 長野県道493号姥神奈良井線

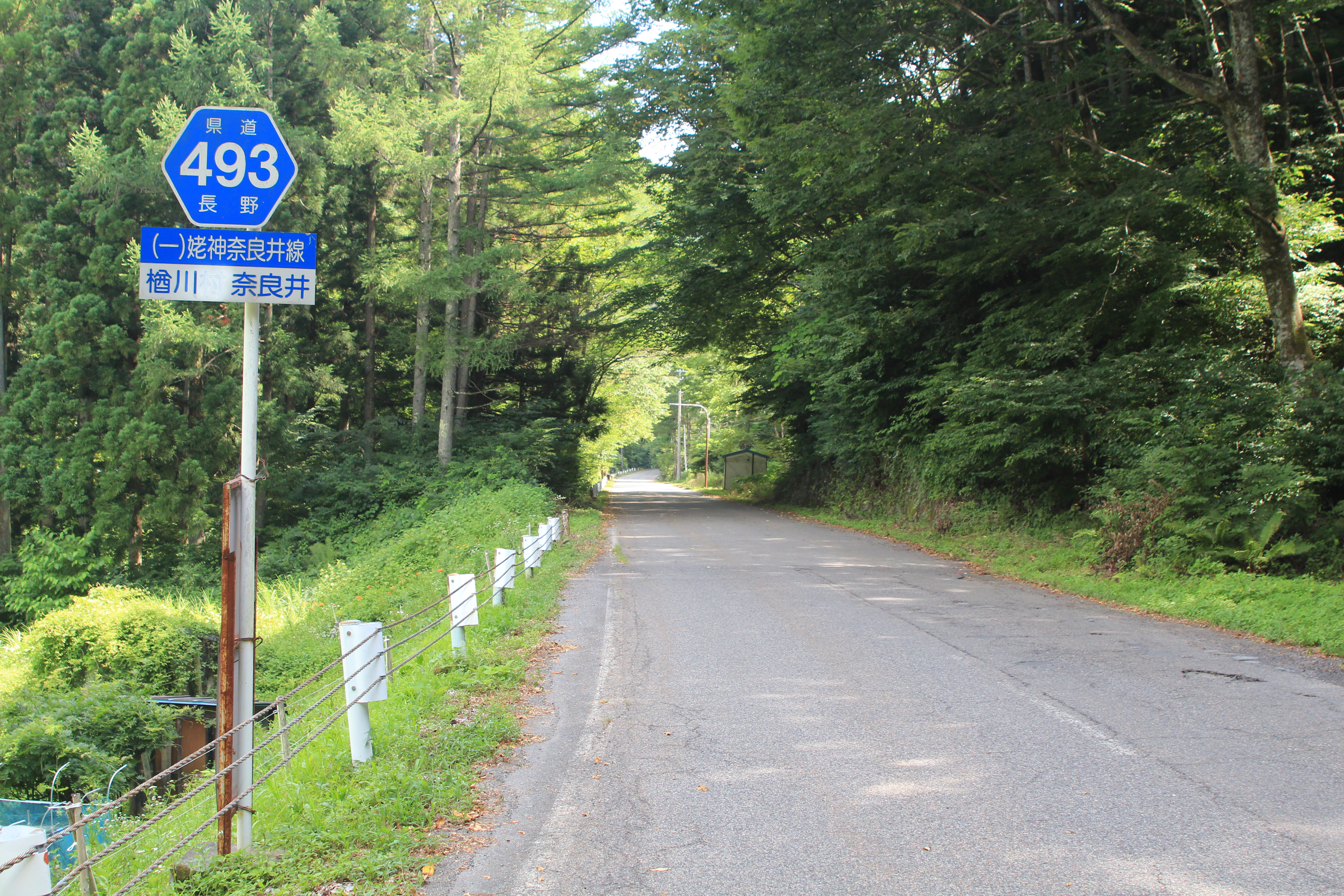
長野県道493号姥神奈良井線、塩尻市奈良井にて

長野県道493号姥神奈良井線（ながのけんどう493ごう うばがみならいせん）は、長野県塩尻市を通る一般県道。

## 概要

### 路線データ
- 起点：塩尻市大字奈良井字姥神（国道361号交点）
- 終点：塩尻市大字奈良井（国道19号交点）

## 通過する自治体
- 塩尻市

## 交差・接続する道路
- 国道361号 - 塩尻市大字奈良井字姥神（起点）
- 国道19号 - 塩尻市大字奈良井（終点）